# Tetraëdergetal

Viervlak met 35 bollen, dus is 35 een tetraëdergetal

Een tetraëdergetal, of driehoekig piramidaal getal, is een figuratief getal dat een regelmatig viervlak of tetraëder vertegenwoordigt, dus een piramide met vier gelijkzijdige driehoeken als zijden. Het {\displaystyle n}-de tetraëdrische getal {\displaystyle \tau _{n}}is de som van de eerste {\displaystyle n} driehoeksgetallen, zoals direct uit de opbouw te zien is.
{\displaystyle \tau _{n}=\sum _{k=1}^{n}T_{n}=\sum _{k=1}^{n}{\tfrac {1}{2}}k(k+1)={\tfrac {1}{6}}n(n+1)(n+2)}
Het {\displaystyle n}-de tetraëdrische getal kan als het derde Pochhammer-symbool worden geschreven gedeeld door de faculteit van 3 en als binomiaalcoëfficiënt
{\displaystyle \tau _{n}={n^{(3)} \over 3!}={n+2 \choose 3}}
De eerste tetraëdrische getallen zijn: 
1, 4, 10, 20, 35, 56, 84, 120, 165, 220, 286, 364, 455, 560, 680, 816, 969, ...
De voortbrengende functie voor de tetraëdrische getallen is:
{\displaystyle {\frac {x}{(1-x)^{4}}}=x+4x^{2}+10x^{3}+20x^{4}+\ldots }
De voor {\displaystyle n} steeds groter wordende viervlakken zijn opgebouwd uit {\displaystyle n} lagen regelmatige driehoeken, waarvan de zijden steeds een groter wordt. De vierhoekige piramidegetallen worden op dezelfde manier voor piramiden gedefinieerd, maar de piramiden daarbij zijn opgebouwd uit vierkanten waarbij de zijden steeds een groter wordt.